# Первая Латинская война
Первая Латинская война — вооружённый конфликт между Римом и городами Латинского союза в 499 до н. э. либо 496 до н. э.
Причиной войны стало недовольство латинских общин стремлением Рима к безраздельному господству в Латинском союзе. Кроме того, многие в Лации были недовольны агрессивной политикой Рима. Наконец, известно, что в войне участвовал Тарквиний Гордый, изгнанный из города последний римский царь.
Около 501 до н. э. правитель Тускула Октавий Мамилий «побудил к сговору тридцать городов» Латинского союза. Предположительно именно после получения известий об этом были проведены выборы первого диктатора.
Около 499 до н. э. начались военные действия: Фидены были осаждены, а Крустумерия и Пренесте были подчинены Риму. Тит Ливий пишет о событиях этого года, что «нельзя было дольше откладывать латинскую войну, исподволь тлевшую уже несколько лет». Вскоре произошла битва у Регильского озера, ставшая главным сражением войны.
В битве на стороне латинян принимали участие Тарквиний Гордый и как минимум один из его сыновей (Тит и, возможно, Секст, который изнасиловал Лукрецию). Командовал армией латинян Октавий Мамилий, зять Тарквиния. Римлянами командовал диктатор Авл Постумий Альб Региллен.
Сперва латинянам удалось потеснить римлян, так что последние вскоре начали отступать. Однако диктатор приказал элитной когорте своей охраны следить за сохранением строя и убивать каждого убегающего римского солдата. Позднее диктатор приказал всадникам спешиться и влиться в ряды пехоты, после чего латиняне начали отступать. Во время битвы римлянами было взято 6 000 пленных.
Все военачальники лично принимали участие в битве. Начальник конницы Тит Эбуций Гельва сошёлся в схватке с Октавием Мамилием, но был сильно ранен и не смог даже удержать в руке дротик, после чего был вынужден покинуть поле боя. Чуть позже Тит Герминий прорывается к Октавию Мамилию и убивает его, но при этом получает смертельную рану. Один из сыновей Тарквиния (вероятно, Тит) был убит, а сам Тарквиний Гордый был ранен и вынужден бежать с поля боя. В битве также погиб Марк Валерий Публикола, брат Публия Валерия Публиколы — он попытался убить сына Тарквиния, ради славы своего рода, изгнавшего Тарквиниев из Рима.
Три следующих года «не было потом ни прочного мира, ни войны». Около 495 до н. э. вольски, готовясь к войне с римлянами, направили в Лаций послов с предложением заключить союз против Рима, однако латиняне выдали послов Риму, за что с ними был заключён новый договор, а 6 000 пленных были возвращены назад. В благодарность Риму латиняне послали Юпитеру Капитолийскому золотой венец.

## См.также
- Вторая Латинская война